# Yusefabad
Yusefabad (persisch یوسف‌آباد, auch romanisiert als Yūsefābād) ist ein Dorf in Landkreis Schabchus Lat, Bezirk Rankuh, Amlasch, Provinz Gilan, Iran. Bei der Volkszählung 2006 betrug die Einwohnerzahl 195, die sich auf 55 Familien verteilten.